# Заречье (Лужский район)
Заречье — деревня в Скребловском сельском поселении Лужского района Ленинградской области.

## История
Деревня Заречье, состоящая из 24 дворов обозначена на карте Санкт-Петербургской губернии Ф. Ф. Шуберта 1834 года.

ЗАРЕЧЬЕ — деревня принадлежит флигель-адъютанту полковнику князю Белосельскому-Белозерскому, число жителей по ревизии: 77 м. п., 80 ж. п (1838 год)

Деревня Заречье из 24 дворов отмечена на карте профессора С. С. Куторги 1852 года.

ЗАРЕЧЬЕ — деревня князей Белосельских-Белозерских, по просёлочной дороге, число дворов — 19, число душ — 73 м. п. (1856 год)

ЗАРЕЧЬЕ — деревня владельческая при реке Куксе, число дворов — 22, число жителей: 76 м. п., 92 ж. п. (1862 год)

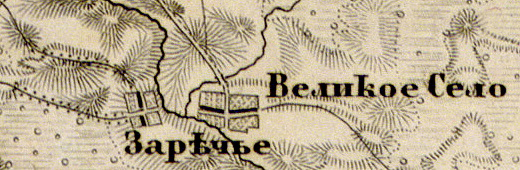
Деревня Заречье на карте 1863 года

Согласно карте из «Исторического атласа Санкт-Петербургской Губернии» 1863 года к востоку и смежно находилась деревня Великое Село.
Во второй половине XIX века в деревне была возведена деревянная часовня во имя святого Николая Чудотворца.
В 1863 году временнообязанные крестьяне деревни выкупили свои земельные наделы у К. Э. Белосельского-Белозерского и стали собственниками земли.
В XIX веке деревня административно относилась ко 2-му стану Лужского уезда Санкт-Петербургской губернии, в начале XX века — к Югостицкой волости 5-го земского участка 4-го стана.
По данным «Памятной книжки Санкт-Петербургской губернии» за 1905 год, деревня Заречье образовывала Заречское сельское общество.
С 1917 по 1923 год деревня Заречье входила в состав Зарецкого сельсовета Югостицкой волости Лужского уезда.
С 1923 года, в составе Передольской волости.

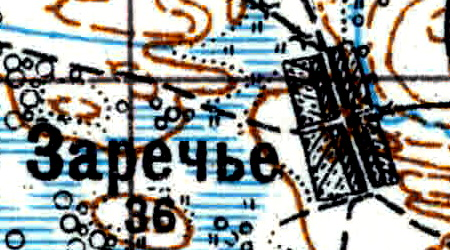
Деревня Заречье на карте 1926 года

Согласно топографической карте 1926 года деревня насчитывала 36 дворов.
С 1927 года, в составе Лужского района.
С 1928 года, в составе Великосельского сельсовета. В 1928 году население деревни Заречье составляло 135 человек.
По данным 1933 года деревня Заречье входила в состав Великосельского сельсовета Лужского района.
C 1 августа 1941 года по 31 января 1944 года деревня находилась в оккупации.
С 1965 года, в составе Бутковского сельсовета. В 1965 году население деревни Заречье составляло 36 человек.
По данным 1966 года деревня Заречье также входила в состав Бутковского сельсовета.
По данным 1973 и 1990 годов деревня Заречье входила в состав Скребловского сельсовета.
В 1997 году в деревне Заречье Скребловской волости проживали 11 человек, в 2002 году — 8 человек (русские — 87 %).
В 2007 году в деревне Заречье Скребловского СП проживали 5 человек.

## География
Деревня расположена в южной части района на автодороге 41К-144 (Киевское шоссе — Невежицы).
Расстояние до административного центра поселения — 18 км.
Расстояние до ближайшей железнодорожной станции Луга I — 22 км.
Деревня находится на левом берегу реки Кукса.

## Демография
| 1838 | 1862 | 1928 | 1965 | 1997 | 2007 | 2010 |
| ---- | ---- | ---- | ---- | ---- | ---- | ---- |
| 157  | ↗168 | ↘135 | ↘36  | ↘11  | ↘5   | ↘0   |
| 2017 |      |      |      |      |      |      |
| ↗9   |      |      |      |      |      |      |

## Улицы
Центральная.